# Oberurdorf

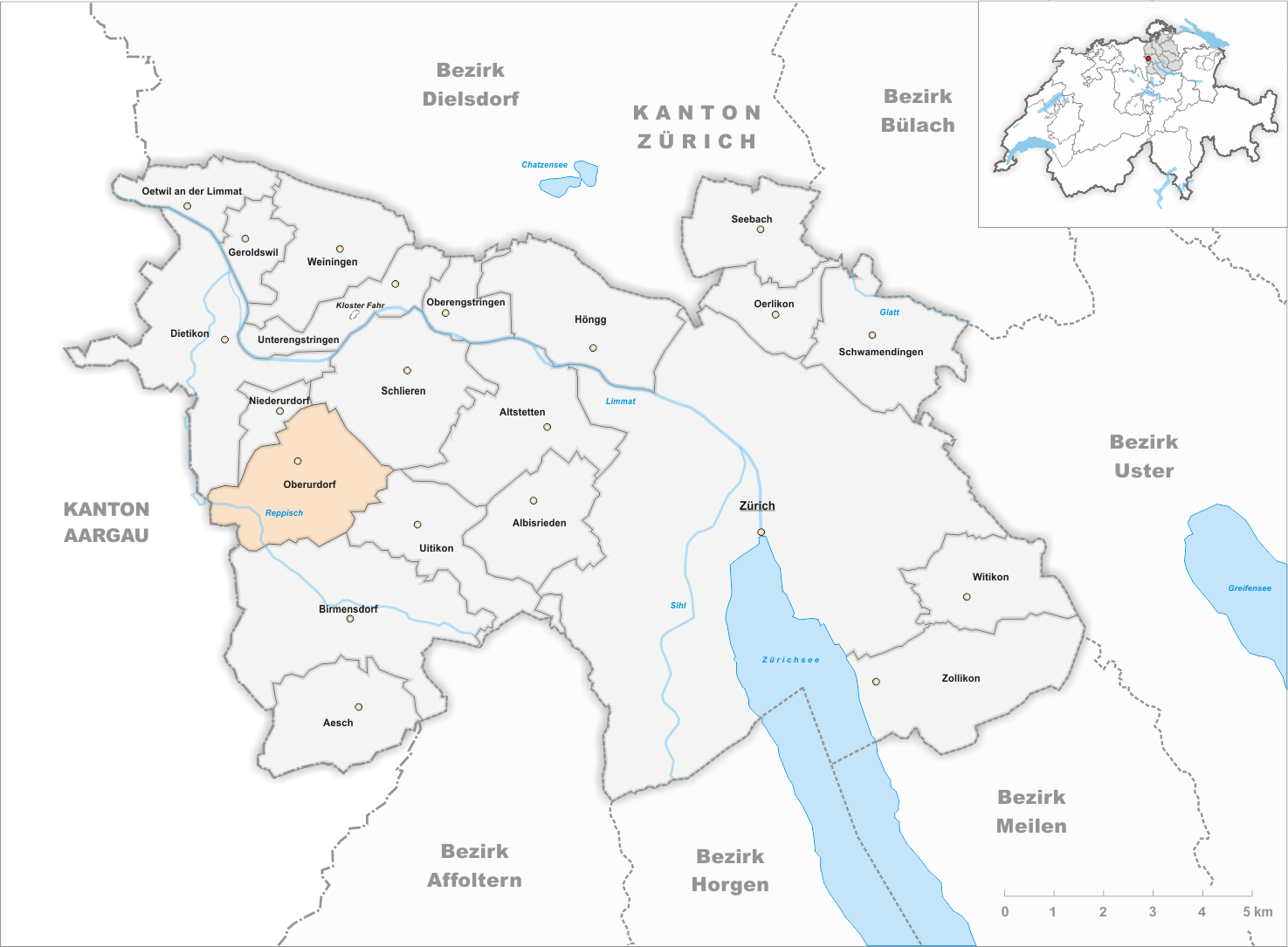
Gemeindestand vor der Fusion am 1. Januar 1931

Oberurdorf ist eine Ortschaft der Gemeinde Urdorf im Bezirk Dietikon des Schweizer Kantons Zürich. Ab 1832 bildete Oberurdorf eine eigene Gemeinde, ehe sie am 1. Januar 1931 erneut mit Niederurdorf zur Gemeinde Urdorf fusioniert wurde.
Im Zweiten Weltkrieg wurde in Oberurdorf ein Ortsstützpunkt errichtet, der der Sperrstelle Urdorf vorgelagert war.